# Schela (Gorj)
Schela is een Roemeense gemeente in het district Gorj.
Schela telt 1878 inwoners.